# Žabelj
Zhabel en albanais et Žabelj en serbe latin (en serbe cyrillique : Жабељ) est une localité du Kosovo située dans la commune/municipalité de Gjakovë/Đakovica, district de Gjakovë/Đakovica (Kosovo) ou de Pejë/Peć (Serbie). Selon le recensement kosovar de 2011, elle compte 404 habitants, dont une majorité d'Albanais.

## Démographie

### Évolution historique de la population dans la localité
| 1948 | 1953 | 1961 | 1971 | 1981 | 1991 | 2011 |
| ---- | ---- | ---- | ---- | ---- | ---- | ---- |
| 336  | 383  | 385  | 339  | 403  | 417  | 404  |

|  |